# NRW.Bank

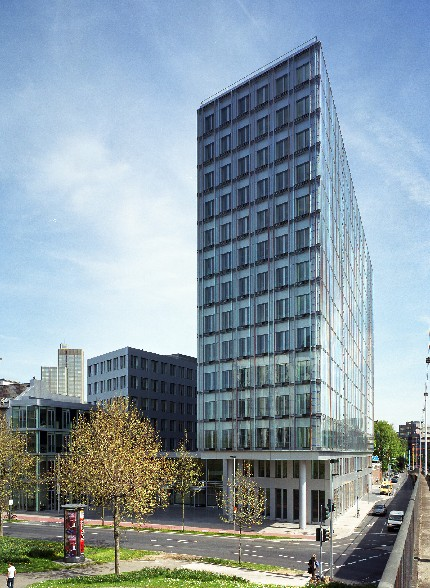
Sitz der NRW.Bank in Düsseldorf

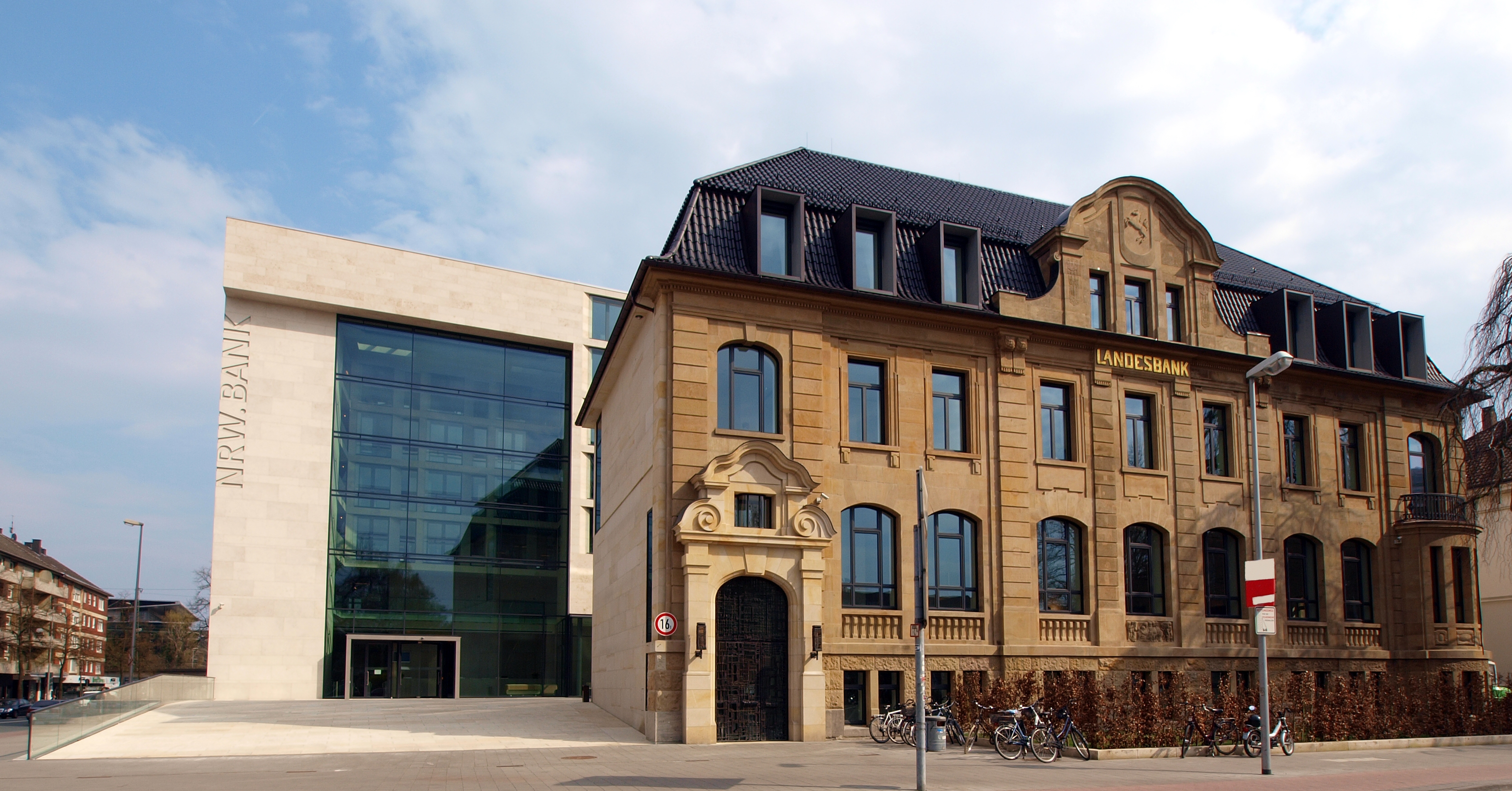
Sitz der NRW.Bank in Münster

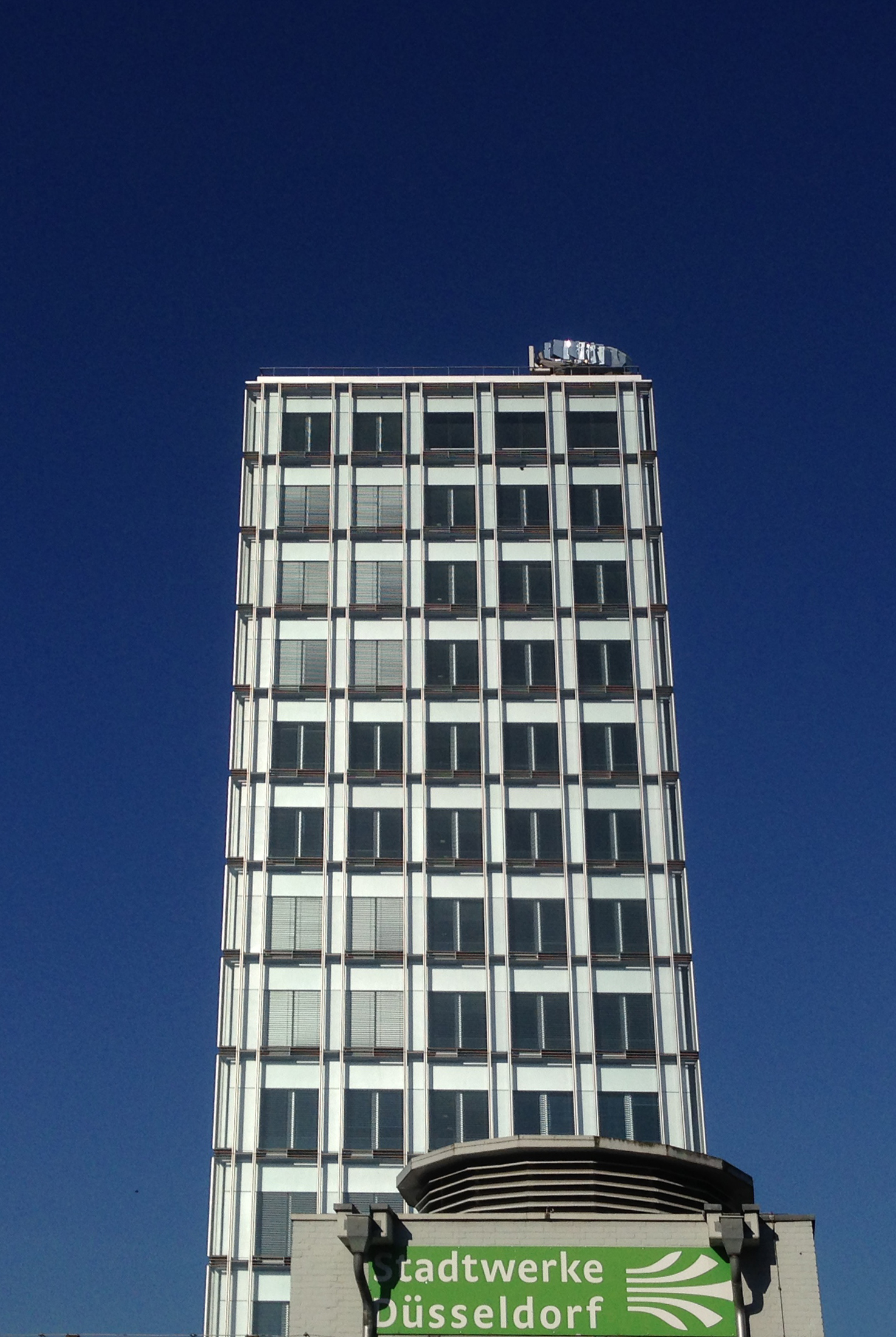
NRW.Bank Düsseldorf, Sicht von der Reichsstraße

Die NRW.Bank (Eigenschreibung NRW.BANK) ist die Förderbank für Nordrhein-Westfalen mit Sitz in Düsseldorf und Münster. Ihre Rechtsform ist die einer Anstalt des öffentlichen Rechts. Alleiniger Träger der Bank ist das Land NRW.

## Auftrag
Die NRW.Bank ist die Förderbank für Nordrhein-Westfalen mit dem öffentlichen Auftrag, das Land und seine kommunalen Körperschaften bei der Erfüllung ihrer Aufgaben, insbesondere in den Bereichen Struktur-, Wirtschafts-, Sozial- und Wohnraumpolitik, zu unterstützen. Dieser Auftrag basiert auf § 5 Abs. 1 ihrer Satzung und erfolgt im Einklang mit den Beihilfevorschriften der Europäischen Gemeinschaft sowie unter Beachtung des Nachhaltigkeitsprinzips.
Als Instrumente finden insbesondere Förderdarlehen mit günstigen Konditionen oder langfristigen Zinsbindungsmöglichkeiten, die Bereitstellung von Eigen- und Mezzanine-Kapital, Risikoteilungen mit Hausbanken sowie Beratungsangebote Anwendung. Über das klassische Bankgeschäft hinaus übernimmt die NRW.Bank zudem als Partnerin des Landes Dienstleistungsfunktionen in der Zuschussförderung. Sie agiert wettbewerbsneutral. Sie vergibt Förderdarlehen größtenteils im Hausbankenverfahren und arbeitet dabei als Partnerin von Banken und Sparkassen. Das Hausbankenverfahren ist ein Modell, bei dem öffentliche Fördermittel über die Hausbank des Antragstellers beantragt und ausgezahlt werden. Die Hausbank prüft die Bonität, leitet den Antrag an die Förderbank weiter und vergibt die Mittel zu günstigen Konditionen und teilweise unter Risikoteilung mit der Förderbank. Weiterhin ist die NRW.Bank Haushalts-unabhängig; sie finanziert ihre Förderaktivitäten nicht aus dem Haushalt des Landes, sondern aus eigenen Erträgen.

### Wirtschaft
Im Förderfeld Wirtschaft sichert und verbessert sie die mittelständische Struktur der Wirtschaft. Zudem bietet sie eine Gründungsförderung an. Ihre Angebote richten sich an mittelständische Betriebe, Start-ups und Scale-ups, Selbstständige sowie Gründer und bieten zinsgünstige Förderkredite für Betriebsmittel und Investitionen, ergänzt durch Mezzanine- und Eigenkapitalfinanzierungen für junge und mittelständische Unternehmen.
Besonders fördert sie Transformationsprozesse in Bereichen wie Digitalisierung, Nachhaltigkeit, Ressourceneffizienz und Elektromobilität. Das Angebot umfasst neben Förderdarlehen und Eigenkapitalprodukten auch eine Beratung zu öffentlichen Fördermöglichkeiten weiterer Anbieter wie Land, Bund und EU.

### Wohnraum
Die NRW.Bank fördert ganzheitlich das Wohnen und Wohnumfeld in Nordrhein-Westfalen. Ihre Aktivitäten umfassen die Unterstützung von Wohnungsneubau, Modernisierung von Beständen sowie Maßnahmen zur Steigerung der Energieeffizienz und zur Umsetzung von Umwelt- und Klimaschutzzielen bei Wohnimmobilien.
Ein Schwerpunkt liegt auf der öffentlichen Wohnraumförderung gemäß dem Wohnraumförderungsgesetz NRW. Hierbei werden Förderdarlehen über Städte und Gemeinden an Antragsteller vergeben, basierend auf dem Wohnraumförderungsprogramm (WoFP) und den Förderrichtlinien des Landes. Diese Programme zielen auf die Schaffung, Modernisierung und Erhaltung von Wohnraum, insbesondere für Mietwohnungen, selbst genutztes Wohneigentum, sowie spezielle Zielgruppen wie Menschen mit Behinderungen, Auszubildende und Studierende.
Die NRW.Bank ergänzt die öffentliche Wohnraumförderung des Landes durch eigene Förderprogramme, die auf Privatpersonen ausgerichtet sind, die Wohneigentum erwerben, errichten oder modernisieren möchten.

### Infrastruktur und Kommunen
Die NRW.Bank unterstützt Kommunen und kommunale Unternehmen in Nordrhein-Westfalen mit zinsgünstigen und langfristigen Krediten sowie einem Beratungsangebot zur Realisierung kommunaler Infrastrukturprojekte. Diese Kredite, die direkt vergeben werden, decken alle Bereiche der kommunalen Infrastruktur ab, wobei zum Beispiel Investitionen in Klimaschutz oder Bildung zusätzlich vergünstigte Zinsen erhalten.

### Refinanzierung
Die NRW.Bank refinanziert sich über den internationalen Kapitalmarkt unabhängig vom Landeshaushalt, wobei ihre Kreditaufnahmen durch eine Refinanzierungsgarantie des Landes abgesichert sind.
2013 brachte sie als erste regionale Förderbank in Deutschland einen Green Bond zur Refinanzierung umweltfreundlicher Projekte in Nordrhein-Westfalen auf den Markt. Seitdem platziert die NRW.Bank jährlich umweltfreundliche Anleihen. 2020 platzierte sie zudem als erste deutsche Förderbank eine Sozialanleihe mit einem Volumen von 1 Milliarde Euro.

## Organe
Organe der Bank sind nach § 7 Abs. 1 der Satzung der Vorstand, der Verwaltungsrat und die Gewährträgerversammlung. Während der Vorstand die Bank führt, wird dessen Tätigkeit vom Verwaltungsrat überwacht. Die Gewährträgerversammlung übernimmt die gesellschaftsrechtlichen Aufgaben einer Hauptversammlung wie bei der Aktiengesellschaft.

## Geschichte

### Vorgeschichte
Die Geschichte der NRW.Bank begann 2001 mit der sogenannten Verständigung I, in welcher sich EU-Kommission und Bundesregierung darauf einigten, dass staatliche Haftungsgarantien für die deutschen Landesbanken und Sparkassen aus wettbewerbsrechtlichen Gründen im Jahr 2005 entfallen sollten. Die Rechtsform der öffentlich-rechtlichen Banken sollte währenddessen unangetastet bleiben. In einer späteren Vereinbarung, der Verständigung II vom 1. März 2002, schufen die Europäische Kommission und Bundesregierung dann Sonderregelungen für die rechtlich selbstständigen Förderbanken mit wettbewerbsneutralem Struktur- und Fördergeschäft.
Infolgedessen wurde die Westdeutsche Landesbank Girozentrale aufgespalten in die privatwirtschaftliche WestLB AG und die öffentlich-rechtliche Landesbank NRW, den Vorgänger der späteren NRW.Bank.

### Entstehung der NRW.Bank und Ausbau der Förderungen
Am 31. März 2004 verabschiedete der Landtag Nordrhein-Westfalen das Gesetz zur Umstrukturierung der Landesbank NRW zur Förderbank für Nordrhein-Westfalen. Die Bank erhielt damit offiziell den Status einer Förderbank, bei der Anstaltslast und Gewährträgerhaftung dauerhaft weiter gelten. Weiterhin erhielt die Bank den Namen NRW.Bank, unter welchem sie seitdem tätig ist. Unternehmenssitze der Bank befanden sich seitdem in Münster und Düsseldorf.
Das Umstrukturierungsgesetz enthielt darüber hinaus die Übernahme einer expliziten Garantie für die NRW.Bank durch deren Gewährträger. Konsequenz dieser gesetzlich normierten gesamtschuldnerischen Haftung ist eine Solvabilitätsgewichtung von „Null“ für die von der NRW.Bank begebenen Emissionen. Die sogenannte Solva-Null-Anrechnung bedeutet, dass Kreditinstitute diese Forderungen nicht mit haftendem Eigenkapital unterlegen müssen.
Ab 2005 erweiterte die NRW.Bank ihr Produktangebot und entwickelte zusätzliche Förderprogramme für Gründer, mittelständische Unternehmen und Kommunen. Nach dem Orkan Kyrill im Jahr 2007 bot die Bank zudem erstmalig Sofortkredite als Hilfsprogramm an. Als Reaktion auf die Finanzkrise führte die NRW.Bank ein telefonisches Informationsangebot ein, um Unternehmen bei der Auswahl geeigneter Förderangebote zu unterstützen. Im Herbst 2009 bezog die NRW.Bank einen Neubau in Münster.
Im Januar 2010 wurde die Wohnungsbauförderungsanstalt Nordrhein-Westfalen (Wfa) zum Bereich Wohnraumförderung der NRW.Bank. Die NRW.Bank übernahm alle Aufgaben und Geschäfte der Wfa und trat in deren Rechte und Pflichten ein. Das Vermögen der Wfa verblieb bei der NRW.Bank und wurde Stammkapital.
Zum 1. Januar 2017 legte die NRW.Bank zusammen mit dem Land NRW das Förderprogramm NRW.BANK.Gute Schule 2020 auf. Im Rahmen des Programms wurden den Kommunen über vier Jahre lang jährlich 500 Millionen Euro für Sanierungs- und Modernisierungsmaßnahmen sowie Digitalisierungsprojekte in Schulen zur Verfügung gestellt. Das Land übernahm dabei alle Tilgungsleistungen und Zinsen, wodurch das Programm für die Kommunen kostenfrei blieb. Im selben Jahr wurde die NRW.Bank vom Allgemeinen Deutschen Fahrrad Club (ADFC) als fahrradfreundlichen Arbeitgeber ausgezeichnet.
2019 bezog die NRW.Bank einen Bürostandort in der ehemaligen WestLB-Zentrale an der Herzogstraße 15 in Düsseldorf. 2024 begannen in Düsseldorf Bauarbeiten für einen Neubau auf dem Gelände des ehemaligen Innenministeriums, in dem die NRW.Bank einen weiteren Bürostandort beziehen soll.

### Krisenhilfe und neue Entwicklungen
Seit 2020 bot die Bank wieder vermehrt Unterstützungsangebote für Krisensituationen an; im Zuge der COVID-19-Pandemie wurden vor allem Förderungen für Gründer, Unternehmen und Kommunen bereitgestellt. Nach dem Hochwasser 2021 bot die Bank Förderprogramme zur Unterstützung bei Hochwasserschäden an.

## Kritik
In die öffentliche Kritik geraten sind insbesondere die von der NRW.Bank eingegangenen Credit Default Swaps (CDS), also Kreditausfallversicherungen, bei denen sie meist als Sicherungsgeber für Länderrisiken fungiert. Bei einem Kreditereignis eines durch CDS abgesicherten Staates müsste die Bank den vereinbarten Betrag an den Sicherungsnehmer zahlen. Mit einem Nominalvolumen von etwa 25 Milliarden Euro (Stand: 2011, laut Moody’s) zählt die NRW.Bank zu den größten CDS-Emittenten in Deutschland und Europa.
Die CDS der NRW.Bank beziehen sich überwiegend auf Staaten mit sehr guten bis guten Ratings, dennoch besteht ein Risiko einer Abwertung und damit steigender Verluste. Diese Risikopositionen werden durch die Satzung der Bank nicht gedeckt, wodurch sie gegen den Förderauftrag verstoßen. Das CDS-Geschäft wird daher als Wettbewerbsgeschäft gewertet, welches der NRW.Bank untersagt ist. Zudem haftet das Land Nordrhein-Westfalen unbegrenzt für diese Risiken. Der Verfassungsgerichtshof NRW entschied 2011, dass der Landesrechnungshof Nordrhein-Westfalen die Bank aufgrund dieser Risiken umfassend prüfen darf, auch über das Fördergeschäft hinaus.